# Veleposlaništvo Republike Slovenije v Severni Makedoniji
Veleposlaništvo Republike Slovenije v Severni Makedoniji (uradni naziv Veleposlaništvo Republike Slovenije Skopje, Severna Makedonija) je diplomatsko-konzularno predstavništvo (veleposlaništvo) Republike Slovenije s sedežem v Skopju (Makedonija). 
Trenutni veleposlanik je Gregor Presker.

## Veleposlaniki
- Gregor Presker (2023-danes)
- Milan Predan (2020-2023)
- Milan Jazbec (2016-2020)
- Branko Rakovec (2012-2016)
- Alain Brian Bergant
- Marjan Šiftar
- Jožica Puhar